# Брандон (Південна Дакота)
Брандон (англ. Brandon) — місто (англ. city) в США, в окрузі Міннігага штату Південна Дакота. Населення — 11 048 осіб (2020).

## Географія
Брандон розташований за координатами 43°35′36″ пн. ш. 96°34′47″ зх. д. / 43.59333° пн. ш. 96.57972° зх. д. (43.593351, -96.579632).  За даними Бюро перепису населення США в 2010 році місто мало площу 13,99 км², з яких 13,90 км² — суходіл та 0,09 км² — водойми.

## Демографія
Згідно з переписом 2010 року, у місті мешкало 8785 осіб у 3118 домогосподарствах у складі 2417 родин. Густота населення становила 628 осіб/км².  Було 3238 помешкань (231/км²).
Расовий склад населення:
| - 96,8 % — білих - 0,6 % — чорних або афроамериканців - 0,6 % — азіатів - 0,5 % — корінних американців |

До двох чи більше рас належало 1,2 %. Частка іспаномовних становила 1,2 % від усіх жителів.
За віковим діапазоном населення розподілялося таким чином: 33,2 % — особи молодші 18 років, 59,0 % — особи у віці 18—64 років, 7,8 % — особи у віці 65 років та старші. Медіана віку мешканця становила 32,9 року. На 100 осіб жіночої статі у місті припадало 98,3 чоловіків;  на 100 жінок у віці від 18 років та старших — 91,8 чоловіків також старших 18 років.
Середній дохід на одне домашнє господарство  становив 80 454 долари США (медіана — 73 065), а середній дохід на одну сім'ю — 90 144 долари (медіана — 82 280). Медіана доходів становила 50 709 доларів для чоловіків та 37 472 долари для жінок. За межею бідності перебувало 6,8 % осіб, у тому числі 11,2 % дітей у віці до 18 років та 4,5 % осіб у віці 65 років та старших.
Цивільне працевлаштоване населення становило 5116 осіб. Основні галузі зайнятості: освіта, охорона здоров'я та соціальна допомога — 25,0 %, фінанси, страхування та нерухомість — 16,1 %, роздрібна торгівля — 10,3 %, науковці, спеціалісти, менеджери — 7,3 %.